# Nejva
Il Nejva ((in russo Нейва?, traslitterato anche come Neyva) è un fiume che scorre nell'Oblast' di Sverdlovsk, nel Circondario federale degli Urali, in Russia. Nasce come emissario del lago Tavatuj, circa 45 chilometri a nord ovest di Ekaterinburg.
È lungo complessivamente 294 chilometri, lungo i quali attraversa gli insediamenti di Verch-Nejvinskij, Nev'jansk e Alapaevsk, e copre un bacino di 5600 km². Dalla sua confluenza con il fiume Rež ha origine il Nica, affluente del fiume Tura facente parte del bacino dell'Ob'.
Nel suo corso superiore attraversa una serie di stagni e bacini artificiali, che complessivamente coprono una superficie di 72.4 km². Uno dei principali è lo stagno di Verch-Nejvinskoe, con una superficie di 13  km².
Il fiume non è navigabile ma è utilizzato per l'approvvigionamento di acqua potabile. Solitamente gela tra novembre e aprile.